# Miroslav Nitka
Miroslav Nitka (28. března 1932, Strážske – 5. února 1982, Poprad) byl slovenský hokejista a trenér.

## Životopis
Hokej hrával v nižších soutěžích za ČH Bratislava v letech 1952–1955. Jednu sezónu působil jako hráč ZPA Prešov. Známějším se stal díky působení v trenérské oblasti. S trénováním začal v juniorském týmu HC Slovan Bratislava v sezónách 1956–1960. Dva roky působil jako reprezentační trenér Bulharska v letech 1960–1962. Po návratu vedl jako hlavní trenér Duklu Košice v letech 1962–1965, švýcarský EHC Visp v letech 1965–1968, ZVL Žilina (1968–1970), ZPA Prešov (1970/71), KLH Medveščak Záhreb (1971/72). Následně opět působil jako trenér dorostu Slovanu v letech 1972–1978 a tři sezóny jako hlavní trenér VSŽ Košice (1978–1981). V kariéře pokračoval v sezóně 1981/82 v Popradu, kde v jejím průběhu náhle zemřel.
V sezóně 1977/78 byl asistentem reprezentace do 18 let. Byl dlouholetým předsedou trenérské rady Výboru svazu ledního hokeje SÚV ČSTV.

## Ocenění
- 1970- vzorný trenér
- 1977- zasloužilý trenér